# Katy Claerhout
Katy Claerhout is een Belgisch voormalig trampolinespringster.

## Levensloop
In 1992 behaalde ze samen met Natacha Bacque, Sigi Van Renterghem en Saskia Demeyer zilver op het wereldkampioenschap in de discipline dubbele minitrampoline voor teams in het Nieuw-Zeelandse Auckland. Individueel behaalde ze in de competitie dubbele minitrampoline de negende plaats.